# Бірюкович Дмитро Львович
Дмитро Бірюкович (2 лютого 1937, Київ, УРСР — 26 червня 2021, Київ, Україна) — український спортсмен, мандрівник, яхтсмен. Один з засновників Київського міського крейсерського яхт-клубу. У 2000—2004 роках організував та провів морську експедицію «Хай світ пізнає Україну!» на шхуні «Батьківщина».

## Біографія
Народився в родині архітектора Бірюковича Льва Костянтиновича і матері Марії Хрісанфовни.
У 1954 році закінчив київську середню школу.
У 1959 році закінчив Київський інженерно-будівельний інститут, з дипломом інженера-будівельника технолога.
У 1967 році спільно зі старшим братом Костянтином створив Київський міський крейсерський яхт-клуб, який зараз є найбільшим в Україні.
Трудова професійна діяльність почалася на київському заводі «Буддеталь» на посаді майстра цеху залізобетонних конструкцій. Працював на керівних посадах у науково-дослідних і проектних організаціях. У 1982 році захистив кандидатську дисертацію. Автор близько сотні публікацій та нормативних документів, у тому числі — чотирьох книг з тематики нових будівельних матеріалів та яхтингу.
У 1982 році впровадив у вітчизняну практику суднобудування армоцемент з розробкою «Правил класифікації та побудови армоцементних корпусів крейсерських яхт». Розробки увійшли до державних правил Регістру судноплавства України (2004 р).
Організував і в 2000—2004 роках провів морську експедицію «Хай світ пізнає Україну!» на шхуні «Батьківщина» з метою розповсюдження інформації про незалежну Україну у світі. Протяжність маршруту — 1,5 довжини екватора. Він засвідчив присутність України на чотирьох континентах, в 14 країнах та 70-ти портах, у водах трьох океанів, безлічі морів, п'яти озер, шести річок й восьми каналів. Робота «амбасадора доброї волі» з України була відображена більш ніж в 300 публікаціях та відео репортажах у засобах масової інформації України, США, Канади, Нової Зеландії, Австралії, островів Кука. За чотири роки в експедиції взяли участь як члени екіпажу близько 50 осіб, та ще декілька сотень як гості.
Помер 26 червня 2021 року після тривалої хвороби.

## Родина
Бирюкович має дорослих сина Володимира та дочку Катерину, онуків Вадима і Філіпа. Дружина Ніна — супутниця в експедиції — померла в 2010 році.
29-річний онук Вадим — учасник експедиції на «Батьківщині» як 14-річний юнга в 2000 році.

## Цікаві факти
- Серйозно займався спортивною гімнастикою. Майстер спорту СРСР з вітрильного спорту.
- Унікальність маршруту експедиції «Хай світ пізнає Україну!» викладена в україномовній книжці Дмитра Бірюковича «Місія» Батьківщини ", Київ, 2006.
- З нагоди 45-річчя яхт-клубу видав його історію «Київський крейсерський яхт-клуб. Шлях у п'яте десятиріччя». Київ, 2012 рік.